# Amor pedestre
Amor pedestre è un  cortometraggio muto italiano del 1914 diretto e interpretato da Marcel Fabre.

## Trama
Originale film comico della serie Robinet, racconta un'intera vicenda sentimentale unicamente attraverso i piedi dei protagonisti. Robinet incontra quella che si presume essere una bella signora e la corteggia incessantemente anche su di un tram, arrivando a pulirle una scarpa sulla scatola di un lustrascarpe stradale. Come se non bastasse, Robinet arriva ad infilare in una delle due scarpe un messaggio con la richiesta di un nuovo appuntamento; una volta a casa, la donna si toglie le scarpe per mettersi delle più comode pantofole e il biglietto esce fuori. Accortosene, il marito, un militare, va a casa del protagonista e lo sfida a duello. Durante il duello, Robinet pare avere la peggio e il suo contendente si allontana; si scopre essere tutta una finzione e la signora si convince. L'ultima inquadratura mostra la signora, in compagnia di Robinet, togliersi la gonna e rimanere in mutandoni, per poi seguire Robinet, probabilmente in camera da letto.

## Produzione
- Non ci sono crediti di alcun tipo eccetto il titolo e la casa di produzione, la Ambrosio Film di Torino.
- Pur essendo presumibilmente girato nel capoluogo piemontese quando il protagonista pulisce la scarpa della donna sulla scatola del lustrascarpe appare la scritta Père Michel.
- Il film è stato restaurato dalla Cineteca Italiana, che ha ripristinato le originali gelatine monocolore.